# Dahi Saad Al Naemi
Dahi Saad Nawal Rahman Al Naemi (Qatar, 5 settembre 1978) è un ex calciatore qatariota, di ruolo difensore.